# قوس النصر توبورنيكا
 قوس النصر توبورنيكا  هو معلم أثري تونسي مصنف من قبل المعهد الوطني للتراث يقع في  ولاية جندوبة في الجنوب الغربي التونسي، تحديدا في مدينة توبورنيكا تم تصنيف المعلم في يوم 25 مارس 1892.